# Ryan FR-1 Fireball
Ryan FR-1 Fireball byl americký palubní stíhací letoun vyvinutý během druhé světové války. Typ při svém pohonu používal kombinaci pístového a proudového motoru. Přestože byl typ zaveden do služby ještě před skončením druhé světové války, nebyl bojově nasazen. Byl to ovšem první palubní letoun amerického námořnictva s proudovým pohonem.

## Vývoj

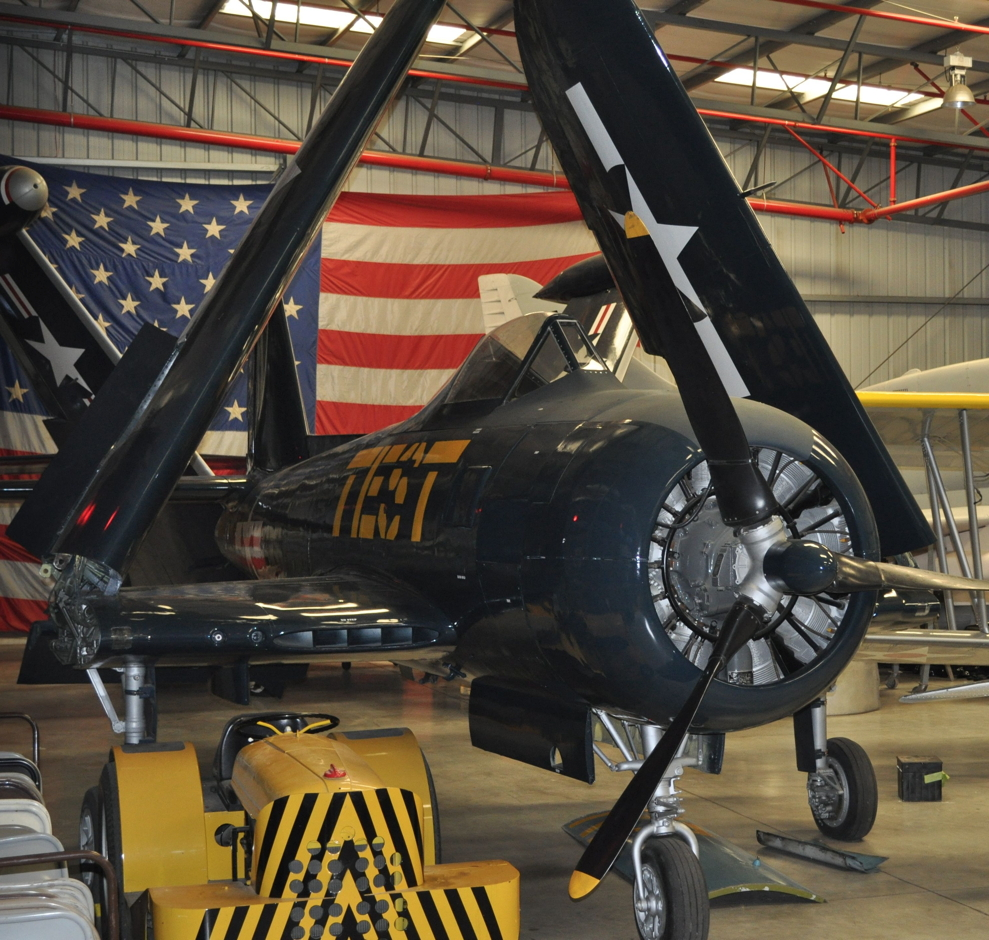
Fireball v Planes of Fame museum, Chino, Kalifornie

Vývoj typu začal v roce 1943. Kombinovaný pohon byl zvolen proto, že proudové motory té doby nemohly dát letounu akceleraci dostatečnou pro vzlet z letadlové lodě. Pístový motor byl proto využíván ke startu a při běžnému letu, zatímco proudový motor měl letounu dávat vysokou rychlost ve vzdušném souboji.
Během vývoje bylo jasné, že se jedná spíše o přechodový typ, než bude k dispozici první generace plnohodnotných palubních proudových stíhacích letounů. Konstruktéři letounu proto pro typ zvolili co nejjednodušší konstrukci. To se ukázalo být dobrým krokem, protože konkurenční projekt Curtiss XF15C se pro svou komplikovanou konstrukci nedostal dále, než do stádia prototypu.
K prvnímu letu prototypu XFR-1 došlo 25. června 1944 s vedoucím zkušebních pilotů firmy Ryan Robertem Kerlingerem. Druhý prototyp se ke zkouškám připojil v září 1944. Tři prototypy byly ztraceny při nehodách, což vedlo k úpravám konstrukce křídla letounu. Při první nehodě 13. října 1944 přišel o život R. Kerlinger a novým šéfpilotem společnosti se stal Al W. Conover. Ke druhé nehodě došlo 25. března 1945, kdy zalétávací pilot Mickey McGuire nevybral střemhlavý let z výšky 10 668 m. 5. dubna 1945 došlo ke ztrátě třetího XFR-1 Fireball v Lindbergh Fieldu. Zalétávací pilot Dean N. Lake se zachránil na padáku.
Ve vývoji letounu se i nadále pokračovalo a jeho vrcholnou verzí byl prototyp Ryan XF2R Dark Shark. Vznikla z 15. sériového draku Fireballu zástavbou výkonnějšího typu proudového motoru General Electric J-31 o tahu 7,12 kN a turbovrtulového motoru General Electric XT-31 místo pístového. Takto upravený stroj byl zalétán v listopadu 1946.

## Operační služba

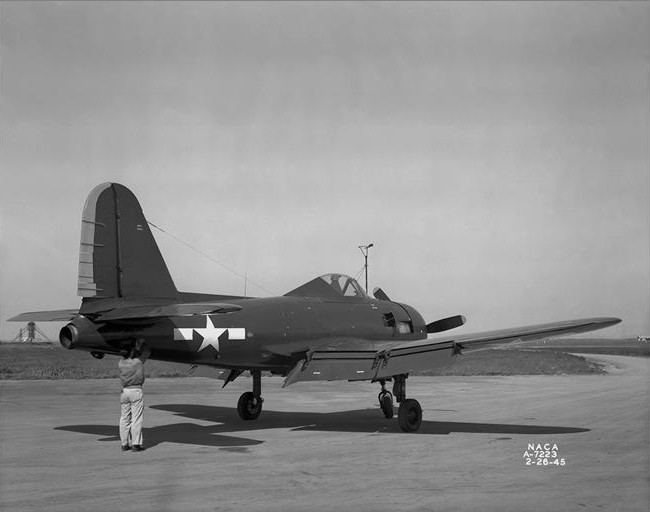
Ryan FR-1 Fireball, Moffet Field, Kalifornie, 26. února 1945

Z objednaných 700 kusů bylo do porážky Japonska dodáno jen 66. Před koncem války jimi byla vyzbrojena squadrona VF-66 pod velením korvetního kapitána Johna F. Graye v San Diegu, ale bojově nasazena nebyla. V dubnu 1945 se squadrona se svými FR-1 přesunula do Twenty-Nine Palms k měsíc trvajícímu střeleckému výcviku. K prvnímu přistání Fireballu se záchytem na letadlové lodi došlo 1. května 1945, kdy byly tři stroje převeleny na USS Ranger (CV-4) k palubním zkouškám.
V říjnu 1945 byla VF-66 rozpuštěna a stroje i s piloty převzal útvar VF-41, kterému velel John Gray. V listopadu se 15 pilotů a osm FR-1 nalodilo na letadlovou loď USS Wake Island, aby získali palubní kvalifikaci. Zkoušky pokračovaly od března 1946 na palubě USS Bairoko, kam se VF-41 nalodila, aby se podrobila operačnímu hodnocení v plném rozsahu. Tragickým dnem pro jednotku se stal 3. červen 1946, kdy se stroje VF-41 vracely po vystoupení na leteckém dni v Los Angeles do San Diega. Křídlo letounu J. Graye se začalo ve vzduchu skládat a Fireball se vymkl kontrole. Narazil do stroje Jakea Westa, letícího ve formaci na sousední pozici a oba letouny se i s piloty zřítily.
V listopadu byla jednotka přeznačena na VF-1E a od jara 1947 s Firebally umístěna na USS Badoeng Strait. V průběhu tohoto turnusu byl jeden Fireball ztracen a čtyři poškozeny. VF-1E se znovu vypravila na moře v dubnu 1947 opět na USS Badoeng Strait, od června byla umístěna na USS Rendova. Zde došlo ke ztrátě dalšího Fireballu a v červenci byl typ oficiálně stažen ze služby u námořnictva. Poslední jednotlivé stroje dolétaly v dubnu 1948.

## Specifikace

Ryan FR-1 Fireball

### Technické údaje
- Osádka: 1 (pilot)
- Rozpětí: 12,293 m
- Délka: 9,855 m
- Výška: 4,146 m
- Nosná plocha: 25,55 m²
- Hmotnost prázdného letounu: 3590 kg
- Vzletová hmotnost: 4806 kg
- Pohonná jednotka:
  - 1× hvězdicový vzduchem chlazený devítiválec Wright R-1820-72W Cyclone
  - Výkon motoru: 1350 k (992 kW)
  - 1× proudový motor General Electric J31
  - Tah motoru: 7,12 kN

### Výkony
- Maximální rychlost: 686 km/h (s pístovým motorem 475 km/h)
- Dostup: 13 137 m
- Dolet: 2092 km

### Výzbroj
- 4 × 12,7mm kulomet Browning MG 53-2 (300 nábojů na hlaveň)
- 2 × 908 kg pum (obvykle 2× puma o hmotnosti 454 kg, nebo 8× neřízených střel HVAR ráže 127 mm)